# François-Agnès Mont-Gilbert
François Agnès Mont-Gilbert est un homme politique français né le 1er novembre 1747 à Autun (Saône-et-Loire) et décédé 1er juillet 1796 à Paris.

## Biographie
Notaire à Bourbon-Lancy, il est élu député de Saône-et-Loire en 1792. Il vote pour la mort de Louis XVI, mais avec sursis. Il n'est réélu à aucun conseil en 1795 et devient commissaire du directoire.

## Sources
- « François-Agnès Mont-Gilbert », dans Adolphe Robert et Gaston Cougny, Dictionnaire des parlementaires français, Edgar Bourloton, 1889-1891 [détail de l’édition]